# Seznam vseh dvočrkovnih kombinacij
Seznam vseh dvočrkovnih kombinacij vsebuje 2 · 292 = 1682 kombinacij.
Veliko kombinacij velikih črk (BA) ter velikih in malih črk (Ba) vodi do razločitvenih strani za oba pravopisna primera.

## Kombinacije velikih in malih črk
- programska oprema ne razločuje kombinacij z malimi črkami od kombinacij z velikimi in malimi črkami (npr. ba je ista stran kot Ba).
- več kombinacij z velikimi-malimi črkami vodi do povezav na kemijske elemente, ki jih označujejo.
- nekaj kombinacij lahko pomeni tudi krajevno ime, pojem ali kakšno drugo količino (npr. ep, Ig, Pi, pH).
- nekatere kombinacije se v slovenščini težko zasledijo.

```
Aa
 
Ab
 
Ac
 
Ač
 
Ad
 
Ae
 
Af
 
Ag
 
Ah
 
Ai
 
Aj
 
Ak
 
Al
 
Am
 
An
 
Ao
 
Ap
 
Aq
 
Ar
 
As
 
Aš
 
At
 
Au
 
Av
 
Aw
 
Ax
 
Ay
 
Az
 
Až

Ba
 
Bb
 
Bc
 
Bč
 
Bd
 
Be
 
Bf
 
Bg
 
Bh
 
Bi
 
Bj
 
Bk
 
Bl
 
Bm
 
Bn
 
Bo
 
Bp
 
Bq
 
Br
 
Bs
 
Bš
 
Bt
 
Bu
 
Bv
 
Bw
 
Bx
 
By
 
Bz
 
Bž

Ca
 
Cb
 
Cc
 
Cč
 
Cd
 
Ce
 
Cf
 
Cg
 
Ch
 
Ci
 
Cj
 
Ck
 
Cl
 
Cm
 
Cn
 
Co
 
Cp
 
Cq
 
Cr
 
Cs
 
Cš
 
Ct
 
Cu
 
Cv
 
Cw
 
Cx
 
Cy
 
Cz
 
Cž

Ča
 
Čb
 
Čc
 
Čč
 
Čd
 
Če
 
Čf
 
Čg
 
Čh
 
Či
 
Čj
 
Čk
 
Čl
 
Čm
 
Čn
 
Čo
 
Čp
 
Čq
 
Čr
 
Čs
 
Čš
 
Čt
 
Ču
 
Čv
 
Čw
 
Čx
 
Čy
 
Čz
 
Čž

Da
 
Db
 
Dc
 
Dč
 
Dd
 
De
 
Df
 
Dg
 
Dh
 
Di
 
Dj
 
Dk
 
Dl
 
Dm
 
Dn
 
Do
 
Dp
 
Dq
 
Dr
 
Ds
 
Dš
 
Dt
 
Du
 
Dv
 
Dw
 
Dx
 
Dy
 
Dz
 
Dž

Ea
 
Eb
 
Ec
 
Eč
 
Ed
 
Ee
 
Ef
 
Eg
 
Eh
 
Ei
 
Ej
 
Ek
 
El
 
Em
 
En
 
Eo
 
Ep
 
Eq
 
Er
 
Es
 
Eš
 
Et
 
Eu
 
Ev
 
Ew
 
Ex
 
Ey
 
Ez
 
Ež

Fa
 
Fb
 
Fc
 
Fč
 
Fd
 
Fe
 
Ff
 
Fg
 
Fh
 
Fi
 
Fj
 
Fk
 
Fl
 
Fm
 
Fn
 
Fo
 
Fp
 
Fq
 
Fr
 
Fs
 
Fš
 
Ft
 
Fu
 
Fv
 
Fw
 
Fx
 
Fy
 
Fz
 
Fž

Ga
 
Gb
 
Gc
 
Gč
 
Gd
 
Ge
 
Gf
 
Gg
 
Gh
 
Gi
 
Gj
 
Gk
 
Gl
 
Gm
 
Gn
 
Go
 
Gp
 
Gq
 
Gr
 
Gs
 
Gš
 
Gt
 
Gu
 
Gv
 
Gw
 
Gx
 
Gy
 
Gz
 
Gž

Ha
 
Hb
 
Hc
 
Hč
 
Hd
 
He
 
Hf
 
Hg
 
Hh
 
Hi
 
Hj
 
Hk
 
Hl
 
Hm
 
Hn
 
Ho
 
Hp
 
Hq
 
Hr
 
Hs
 
Hš
 
Ht
 
Hu
 
Hv
 
Hw
 
Hx
 
Hy
 
Hz
 
Hž

Ia
 
Ib
 
Ic
 
Ič
 
Id
 
Ie
 
If
 
Ig
 
Ih
 
Ii
 
Ij
 
Ik
 
Il
 
Im
 
In
 
Io
 
Ip
 
Iq
 
Ir
 
Is
 
Iš
 
It
 
Iu
 
Iv
 
Iw
 
Ix
 
Iy
 
Iz
 
Iž

Ja
 
Jb
 
Jc
 
Jč
 
Jd
 
Je
 
Jf
 
Jg
 
Jh
 
Ji
 
Jj
 
Jk
 
Jl
 
Jm
 
Jn
 
Jo
 
Jp
 
Jq
 
Jr
 
Js
 
Jš
 
Jt
 
Ju
 
Jv
 
Jw
 
Jx
 
Jy
 
Jz
 
Jž

Ka
 
Kb
 
Kc
 
Kč
 
Kd
 
Ke
 
Kf
 
Kg
 
Kh
 
Ki
 
Kj
 
Kk
 
Kl
 
Km
 
Kn
 
Ko
 
Kp
 
Kq
 
Kr
 
Ks
 
Kš
 
Kt
 
Ku
 
Kv
 
Kw
 
Kx
 
Ky
 
Kz
 
Kž

La
 
Lb
 
Lc
 
Lč
 
Ld
 
Le
 
Lf
 
Lg
 
Lh
 
Li
 
Lj
 
Lk
 
Ll
 
Lm
 
Ln
 
Lo
 
Lp
 
Lq
 
Lr
 
Ls
 
Lš
 
Lt
 
Lu
 
Lv
 
Lw
 
Lx
 
Ly
 
Lz
 
Lž

Ma
 
Mb
 
Mc
 
Mč
 
Md
 
Me
 
Mf
 
Mg
 
Mh
 
Mi
 
Mj
 
Mk
 
Ml
 
Mm
 
Mn
 
Mo
 
Mp
 
Mq
 
Mr
 
Ms
 
Mš
 
Mt
 
Mu
 
Mv
 
Mw
 
Mx
 
My
 
Mz
 
Mž

Na
 
Nb
 
Nc
 
Nč
 
Nd
 
Ne
 
Nf
 
Ng
 
Nh
 
Ni
 
Nj
 
Nk
 
Nl
 
Nm
 
Nn
 
No
 
Np
 
Nq
 
Nr
 
Ns
 
Nš
 
Nt
 
Nu
 
Nv
 
Nw
 
Nx
 
Ny
 
Nz
 
Nž

Oa
 
Ob
 
Oc
 
Oč
 
Od
 
Oe
 
Of
 
Og
 
Oh
 
Oi
 
Oj
 
Ok
 
Ol
 
Om
 
On
 
Oo
 
Op
 
Oq
 
Or
 
Os
 
Oš
 
Ot
 
Ou
 
Ov
 
Ow
 
Ox
 
Oy
 
Oz
 
Ož

Pa
 
Pb
 
Pc
 
Pč
 
Pd
 
Pe
 
Pf
 
Pg
 
Ph
 
Pi
 
Pj
 
Pk
 
Pl
 
Pm
 
Pn
 
Po
 
Pp
 
Pq
 
Pr
 
Ps
 
Pš
 
Pt
 
Pu
 
Pv
 
Pw
 
Px
 
Py
 
Pz
 
Pž

Qa
 
Qb
 
Qc
 
Qč
 
Qd
 
Qe
 
Qf
 
Qg
 
Qh
 
Qi
 
Qj
 
Qk
 
Ql
 
Qm
 
Qn
 
Qo
 
Qp
 
Qq
 
Qr
 
Qs
 
Qš
 
Qt
 
Qu
 
Qv
 
Qw
 
Qx
 
Qy
 
Qz
 
Qž

Ra
 
Rb
 
Rc
 
Rč
 
Rd
 
Re
 
Rf
 
Rg
 
Rh
 
Ri
 
Rj
 
Rk
 
Rl
 
Rm
 
Rn
 
Ro
 
Rp
 
Rq
 
Rr
 
Rs
 
Rš
 
Rt
 
Ru
 
Rv
 
Rw
 
Rx
 
Ry
 
Rz
 
Rž

Sa
 
Sb
 
Sc
 
Sč
 
Sd
 
Se
 
Sf
 
Sg
 
Sh
 
Si
 
Sj
 
Sk
 
Sl
 
Sm
 
Sn
 
So
 
Sp
 
Sq
 
Sr
 
Ss
 
Sš
 
St
 
Su
 
Sv
 
Sw
 
Sx
 
Sy
 
Sz
 
Sž

Ša
 
Šb
 
Šc
 
Šč
 
Šd
 
Še
 
Šf
 
Šg
 
Šh
 
Ši
 
Šj
 
Šk
 
Šl
 
Šm
 
Šn
 
Šo
 
Šp
 
Šq
 
Šr
 
Šs
 
Šš
 
Št
 
Šu
 
Šv
 
Šw
 
Šx
 
Šy
 
Šz
 
Šž

Ta
 
Tb
 
Tc
 
Tč
 
Td
 
Te
 
Tf
 
Tg
 
Th
 
Ti
 
Tj
 
Tk
 
Tl
 
Tm
 
Tn
 
To
 
Tp
 
Tq
 
Tr
 
Ts
 
Tš
 
Tt
 
Tu
 
Tv
 
Tw
 
Tx
 
Ty
 
Tz
 
Tž

Ua
 
Ub
 
Uc
 
Uč
 
Ud
 
Ue
 
Uf
 
Ug
 
Uh
 
Ui
 
Uj
 
Uk
 
Ul
 
Um
 
Un
 
Uo
 
Up
 
Uq
 
Ur
 
Us
 
Uš
 
Ut
 
Uu
 
Uv
 
Uw
 
Ux
 
Uy
 
Uz
 
Už

Va
 
Vb
 
Vc
 
Vč
 
Vd
 
Ve
 
Vf
 
Vg
 
Vh
 
Vi
 
Vj
 
Vk
 
Vl
 
Vm
 
Vn
 
Vo
 
Vp
 
Vq
 
Vr
 
Vs
 
Vš
 
Vt
 
Vu
 
Vv
 
Vw
 
Vx
 
Vy
 
Vz
 
Vž

Wa
 
Wb
 
Wc
 
Wč
 
Wd
 
We
 
Wf
 
Wg
 
Wh
 
Wi
 
Wj
 
Wk
 
Wl
 
Wm
 
Wn
 
Wo
 
Wp
 
Wq
 
Wr
 
Ws
 
Wš
 
Wt
 
Wu
 
Wv
 
Ww
 
Wx
 
Wy
 
Wz
 
Wž

Xa
 
Xb
 
Xc
 
Xč
 
Xd
 
Xe
 
Xf
 
Xg
 
Xh
 
Xi
 
Xj
 
Xk
 
Xl
 
Xm
 
Xn
 
Xo
 
Xp
 
Xq
 
Xr
 
Xs
 
Xš
 
Xt
 
Xu
 
Xv
 
Xw
 
Xx
 
Xy
 
Xz
 
Xž

Ya
 
Yb
 
Yc
 
Yč
 
Yd
 
Ye
 
Yf
 
Yg
 
Yh
 
Yi
 
Yj
 
Yk
 
Yl
 
Ym
 
Yn
 
Yo
 
Yp
 
Yq
 
Yr
 
Ys
 
Yš
 
Yt
 
Yu
 
Yv
 
Yw
 
Yx
 
Yy
 
Yz
 
Yž

Za
 
Zb
 
Zc
 
Zč
 
Zd
 
Ze
 
Zf
 
Zg
 
Zh
 
Zi
 
Zj
 
Zk
 
Zl
 
Zm
 
Zn
 
Zo
 
Zp
 
Zq
 
Zr
 
Zs
 
Zš
 
Zt
 
Zu
 
Zv
 
Zw
 
Zx
 
Zy
 
Zz
 
Zž

Ža
 
Žb
 
Žc
 
Žč
 
Žd
 
Že
 
Žf
 
Žg
 
Žh
 
Ži
 
Žj
 
Žk
 
Žl
 
Žm
 
Žn
 
Žo
 
Žp
 
Žq
 
Žr
 
Žs
 
Žš
 
Žt
 
Žu
 
Žv
 
Žw
 
Žx
 
Žy
 
Žz
 
Žž
```

## Kombinacije velikih črk
```
AA
 
AB
 
AC
 
AČ
 
AD
 
AE
 
AF
 
AG
 
AH
 
AI
 
AJ
 
AK
 
AL
 
AM
 
AN
 
AO
 
AP
 
AQ
 
AR
 
AS
 
AŠ
 
AT
 
AU
 
AV
 
AW
 
AX
 
AY
 
AZ
 
AŽ

BA
 
BB
 
BC
 
BČ
 
BD
 
BE
 
BF
 
BG
 
BH
 
BI
 
BJ
 
BK
 
BL
 
BM
 
BN
 
BO
 
BP
 
BQ
 
BR
 
BS
 
BŠ
 
BT
 
BU
 
BV
 
BW
 
BX
 
BY
 
BZ
 
BŽ

CA
 
CB
 
CC
 
CČ
 
CD
 
CE
 
CF
 
CG
 
CH
 
CI
 
CJ
 
CK
 
CL
 
CM
 
CN
 
CO
 
CP
 
CQ
 
CR
 
CS
 
CŠ
 
CT
 
CU
 
CV
 
CW
 
CX
 
CY
 
CZ
 
CŽ

ČA
 
ČB
 
ČC
 
ČČ
 
ČD
 
ČE
 
ČF
 
ČG
 
ČH
 
ČI
 
ČJ
 
ČK
 
ČL
 
ČM
 
ČN
 
ČO
 
ČP
 
ČQ
 
ČR
 
ČS
 
ČŠ
 
ČT
 
ČU
 
ČV
 
ČW
 
ČX
 
ČY
 
ČZ
 
ČŽ

DA
 
DB
 
DC
 
DČ
 
DD
 
DE
 
DF
 
DG
 
DH
 
DI
 
DJ
 
DK
 
DL
 
DM
 
DN
 
DO
 
DP
 
DQ
 
DR
 
DS
 
DŠ
 
DT
 
DU
 
DV
 
DW
 
DX
 
DY
 
DZ
 
DŽ

EA
 
EB
 
EC
 
EČ
 
ED
 
EE
 
EF
 
EG
 
EH
 
EI
 
EJ
 
EK
 
EL
 
EM
 
EN
 
EO
 
EP
 
EQ
 
ER
 
ES
 
EŠ
 
ET
 
EU
 
EV
 
EW
 
EX
 
EY
 
EZ
 
EŽ

FA
 
FB
 
FC
 
FČ
 
FD
 
FE
 
FF
 
FG
 
FH
 
FI
 
FJ
 
FK
 
FL
 
FM
 
FN
 
FO
 
FP
 
FQ
 
FR
 
FS
 
FŠ
 
FT
 
FU
 
FV
 
FW
 
FX
 
FY
 
FZ
 
FŽ

GA
 
GB
 
GC
 
GČ
 
GD
 
GE
 
GF
 
GG
 
GH
 
GI
 
GJ
 
GK
 
GL
 
GM
 
GN
 
GO
 
GP
 
GQ
 
GR
 
GS
 
GŠ
 
GT
 
GU
 
GV
 
GW
 
GX
 
GY
 
GZ
 
GŽ

HA
 
HB
 
HC
 
HČ
 
HD
 
HE
 
HF
 
HG
 
HH
 
HI
 
HJ
 
HK
 
HL
 
HM
 
HN
 
HO
 
HP
 
HQ
 
HR
 
HS
 
HŠ
 
HT
 
HU
 
HV
 
HW
 
HX
 
HY
 
HZ
 
HŽ

IA
 
IB
 
IC
 
IČ
 
ID
 
IE
 
IF
 
IG
 
IH
 
II
 
IJ
 
IK
 
IL
 
IM
 
IN
 
IO
 
IP
 
IQ
 
IR
 
IS
 
IŠ
 
IT
 
IU
 
IV
 
IW
 
IX
 
IY
 
IZ
 
IŽ

JA
 
JB
 
JC
 
JČ
 
JD
 
JE
 
JF
 
JG
 
JH
 
JI
 
JJ
 
JK
 
JL
 
JM
 
JN
 
JO
 
JP
 
JQ
 
JR
 
JS
 
JŠ
 
JT
 
JU
 
JV
 
JW
 
JX
 
JY
 
JZ
 
JŽ

KA
 
KB
 
KC
 
KČ
 
KD
 
KE
 
KF
 
KG
 
KH
 
KI
 
KJ
 
KK
 
KL
 
KM
 
KN
 
KO
 
KP
 
KQ
 
KR
 
KS
 
KŠ
 
KT
 
KU
 
KV
 
KW
 
KX
 
KY
 
KZ
 
KŽ

LA
 
LB
 
LC
 
LČ
 
LD
 
LE
 
LF
 
LG
 
LH
 
LI
 
LJ
 
LK
 
LL
 
LM
 
LN
 
LO
 
LP
 
LQ
 
LR
 
LS
 
LŠ
 
LT
 
LU
 
LV
 
LW
 
LX
 
LY
 
LZ
 
LŽ

MA
 
MB
 
MC
 
MČ
 
MD
 
ME
 
MF
 
MG
 
MH
 
MI
 
MJ
 
MK
 
ML
 
MM
 
MN
 
MO
 
MP
 
MQ
 
MR
 
MS
 
MŠ
 
MT
 
MU
 
MV
 
MW
 
MX
 
MY
 
MZ
 
MŽ

NA
 
NB
 
NC
 
NČ
 
ND
 
NE
 
NF
 
NG
 
NH
 
NI
 
NJ
 
NK
 
NL
 
NM
 
NN
 
NO
 
NP
 
NQ
 
NR
 
NS
 
NŠ
 
NT
 
NU
 
NV
 
NW
 
NX
 
NY
 
NZ
 
NŽ

OA
 
OB
 
OC
 
OČ
 
OD
 
OE
 
OF
 
OG
 
OH
 
OI
 
OJ
 
OK
 
OL
 
OM
 
ON
 
OO
 
OP
 
OQ
 
OR
 
OS
 
OŠ
 
OT
 
OU
 
OV
 
OW
 
OX
 
OY
 
OZ
 
OŽ

PA
 
PB
 
PC
 
PČ
 
PD
 
PE
 
PF
 
PG
 
PH
 
PI
 
PJ
 
PK
 
PL
 
PM
 
PN
 
PO
 
PP
 
PQ
 
PR
 
PS
 
PŠ
 
PT
 
PU
 
PV
 
PW
 
PX
 
PY
 
PZ
 
PŽ

QA
 
QB
 
QC
 
QČ
 
QD
 
QE
 
QF
 
QG
 
QH
 
QI
 
QJ
 
QK
 
QL
 
QM
 
QN
 
QO
 
QP
 
QQ
 
QR
 
QS
 
QŠ
 
QT
 
QU
 
QV
 
QW
 
QX
 
QY
 
QZ
 
QŽ

RA
 
RB
 
RC
 
RČ
 
RD
 
RE
 
RF
 
RG
 
RH
 
RI
 
RJ
 
RK
 
RL
 
RM
 
RN
 
RO
 
RP
 
RQ
 
RR
 
RS
 
RŠ
 
RT
 
RU
 
RV
 
RW
 
RX
 
RY
 
RZ
 
RŽ

SA
 
SB
 
SC
 
SČ
 
SD
 
SE
 
SF
 
SG
 
SH
 
SI
 
SJ
 
SK
 
SL
 
SM
 
SN
 
SO
 
SP
 
SQ
 
SR
 
SS
 
SŠ
 
ST
 
SU
 
SV
 
SW
 
SX
 
SY
 
SZ
 
SŽ

ŠA
 
ŠB
 
ŠC
 
ŠČ
 
ŠD
 
ŠE
 
ŠF
 
ŠG
 
ŠH
 
ŠI
 
ŠJ
 
ŠK
 
ŠL
 
ŠM
 
ŠN
 
ŠO
 
ŠP
 
ŠQ
 
ŠR
 
ŠS
 
ŠŠ
 
ŠT
 
ŠU
 
ŠV
 
ŠW
 
ŠX
 
ŠY
 
ŠZ
 
ŠŽ

TA
 
TB
 
TC
 
TČ
 
TD
 
TE
 
TF
 
TG
 
TH
 
TI
 
TJ
 
TK
 
TL
 
TM
 
TN
 
TO
 
TP
 
TQ
 
TR
 
TS
 
TŠ
 
TT
 
TU
 
TV
 
TW
 
TX
 
TY
 
TZ
 
TŽ

UA
 
UB
 
UC
 
UČ
 
UD
 
UE
 
UF
 
UG
 
UH
 
UI
 
UJ
 
UK
 
UL
 
UM
 
UN
 
UO
 
UP
 
UQ
 
UR
 
US
 
UŠ
 
UT
 
UU
 
UV
 
UW
 
UX
 
UY
 
UZ
 
UŽ

VA
 
VB
 
VC
 
VČ
 
VD
 
VE
 
VF
 
VG
 
VH
 
VI
 
VJ
 
VK
 
VL
 
VM
 
VN
 
VO
 
VP
 
VQ
 
VR
 
VS
 
VŠ
 
VT
 
VU
 
VV
 
VW
 
VX
 
VY
 
VZ
 
VŽ

WA
 
WB
 
WC
 
WČ
 
WD
 
WE
 
WF
 
WG
 
WH
 
WI
 
WJ
 
WK
 
WL
 
WM
 
WN
 
WO
 
WP
 
WQ
 
WR
 
WS
 
WŠ
 
WT
 
WU
 
WV
 
WW
 
WX
 
WY
 
WZ
 
WŽ

XA
 
XB
 
XC
 
XČ
 
XD
 
XE
 
XF
 
XG
 
XH
 
XI
 
XJ
 
XK
 
XL
 
XM
 
XN
 
XO
 
XP
 
XQ
 
XR
 
XS
 
XŠ
 
XT
 
XU
 
XV
 
XW
 
XX
 
XY
 
XZ
 
XŽ

YA
 
YB
 
YC
 
YČ
 
YD
 
YE
 
YF
 
YG
 
YH
 
YI
 
YJ
 
YK
 
YL
 
YM
 
YN
 
YO
 
YP
 
YQ
 
YR
 
YS
 
YŠ
 
YT
 
YU
 
YV
 
YW
 
YX
 
YY
 
YZ
 
YŽ

ZA
 
ZB
 
ZC
 
ZČ
 
ZD
 
ZE
 
ZF
 
ZG
 
ZH
 
ZI
 
ZJ
 
ZK
 
ZL
 
ZM
 
ZN
 
ZO
 
ZP
 
ZQ
 
ZR
 
ZS
 
ZŠ
 
ZT
 
ZU
 
ZV
 
ZW
 
ZX
 
ZY
 
ZZ
 
ZŽ

ŽA
 
ŽB
 
ŽC
 
ŽČ
 
ŽD
 
ŽE
 
ŽF
 
ŽG
 
ŽH
 
ŽI
 
ŽJ
 
ŽK
 
ŽL
 
ŽM
 
ŽN
 
ŽO
 
ŽP
 
ŽQ
 
ŽR
 
ŽS
 
ŽŠ
 
ŽT
 
ŽU
 
ŽV
 
ŽW
 
ŽX
 
ŽY
 
ŽZ
 
ŽŽ
```

## Kombinacije črk in številk

### Kombinacije velikih črk in številk
```
A0
 
A1
 
A2
 
A3
 
A4
 
A5
 
A6
 
A7
 
A8
 
A9

B0
 
B1
 
B2
 
B3
 
B4
 
B5
 
B6
 
B7
 
B8
 
B9

C0
 
C1
 
C2
 
C3
 
C4
 
C5
 
C6
 
C7
 
C8
 
C9

Č0
 
Č1
 
Č2
 
Č3
 
Č4
 
Č5
 
Č6
 
Č7
 
Č8
 
Č9

D0
 
D1
 
D2
 
D3
 
D4
 
D5
 
D6
 
D7
 
D8
 
D9

E0
 
E1
 
E2
 
E3
 
E4
 
E5
 
E6
 
E7
 
E8
 
E9

F0
 
F1
 
F2
 
F3
 
F4
 
F5
 
F6
 
F7
 
F8
 
F9

G0
 
G1
 
G2
 
G3
 
G4
 
G5
 
G6
 
G7
 
G8
 
G9

H0
 
H1
 
H2
 
H3
 
H4
 
H5
 
H6
 
H7
 
H8
 
H9

I0
 
I1
 
I2
 
I3
 
I4
 
I5
 
I6
 
I7
 
I8
 
I9

J0
 
J1
 
J2
 
J3
 
J4
 
J5
 
J6
 
J7
 
J8
 
J9

K0
 
K1
 
K2
 
K3
 
K4
 
K5
 
K6
 
K7
 
K8
 
K9

L0
 
L1
 
L2
 
L3
 
L4
 
L5
 
L6
 
L7
 
L8
 
L9

M0
 
M1
 
M2
 
M3
 
M4
 
M5
 
M6
 
M7
 
M8
 
M9

N0
 
N1
 
N2
 
N3
 
N4
 
N5
 
N6
 
N7
 
N8
 
N9

O0
 
O1
 
O2
 
O3
 
O4
 
O5
 
O6
 
O7
 
O8
 
O9

P0
 
P1
 
P2
 
P3
 
P4
 
P5
 
P6
 
P7
 
P8
 
P9

Q0
 
Q1
 
Q2
 
Q3
 
Q4
 
Q5
 
Q6
 
Q7
 
Q8
 
Q9

R0
 
R1
 
R2
 
R3
 
R4
 
R5
 
R6
 
R7
 
R8
 
R9

S0
 
S1
 
S2
 
S3
 
S4
 
S5
 
S6
 
S7
 
S8
 
S9

Š0
 
Š1
 
Š2
 
Š3
 
Š4
 
Š5
 
Š6
 
Š7
 
Š8
 
Š9

T0
 
T1
 
T2
 
T3
 
T4
 
T5
 
T6
 
T7
 
T8
 
T9

U0
 
U1
 
U2
 
U3
 
U4
 
U5
 
U6
 
U7
 
U8
 
U9

V0
 
V1
 
V2
 
V3
 
V4
 
V5
 
V6
 
V7
 
V8
 
V9

W0
 
W1
 
W2
 
W3
 
W4
 
W5
 
W6
 
W7
 
W8
 
W9

X0
 
X1
 
X2
 
X3
 
X4
 
X5
 
X6
 
X7
 
X8
 
X9

Y0
 
Y1
 
Y2
 
Y3
 
Y4
 
Y5
 
Y6
 
Y7
 
Y8
 
Y9

Z0
 
Z1
 
Z2
 
Z3
 
Z4
 
Z5
 
Z6
 
Z7
 
Z8
 
Z9

Ž0
 
Ž1
 
Ž2
 
Ž3
 
Ž4
 
Ž5
 
Ž6
 
Ž7
 
Ž8
 
Ž9
```

### Kombinacije številk in malih črk
```
0a
 
0b
 
0c
 
0č
 
0d
 
0e
 
0f
 
0g
 
0h
 
0i
 
0j
 
0k
 
0l
 
0m
 
0n
 
0o
 
0p
 
0q
 
0r
 
0s
 
0š
 
0t
 
0u
 
0v
 
0w
 
0x
 
0y
 
0z
 
0ž

1a
 
1b
 
1c
 
1č
 
1d
 
1e
 
1f
 
1g
 
1h
 
1i
 
1j
 
1k
 
1l
 
1m
 
1n
 
1o
 
1p
 
1q
 
1r
 
1s
 
1š
 
1t
 
1u
 
1v
 
1w
 
1x
 
1y
 
1z
 
1ž

2a
 
2b
 
2c
 
2č
 
2d
 
2e
 
2f
 
2g
 
2h
 
2i
 
2j
 
2k
 
2l
 
2m
 
2n
 
2o
 
2p
 
2q
 
2r
 
2s
 
2š
 
2t
 
2u
 
2v
 
2w
 
2x
 
2y
 
2z
 
2ž

3a
 
3b
 
3c
 
3č
 
3d
 
3e
 
3f
 
3g
 
3h
 
3i
 
3j
 
3k
 
3l
 
3m
 
3n
 
3o
 
3p
 
3q
 
3r
 
3s
 
3š
 
3t
 
3u
 
3v
 
3w
 
3x
 
3y
 
3z
 
3ž

4a
 
4b
 
4c
 
4č
 
4d
 
4e
 
4f
 
4g
 
4h
 
4i
 
4j
 
4k
 
4l
 
4m
 
4n
 
4o
 
4p
 
4q
 
4r
 
4s
 
4š
 
4t
 
4u
 
4v
 
4w
 
4x
 
4y
 
4z
 
4ž

5a
 
5b
 
5c
 
5č
 
5d
 
5e
 
5f
 
5g
 
5h
 
5i
 
5j
 
5k
 
5l
 
5m
 
5n
 
5o
 
5p
 
5q
 
5r
 
5s
 
5š
 
5t
 
5u
 
5v
 
5w
 
5x
 
5y
 
5z
 
5ž

6a
 
6b
 
6c
 
6č
 
6d
 
6e
 
6f
 
6g
 
6h
 
6i
 
6j
 
6k
 
6l
 
6m
 
6n
 
6o
 
6p
 
6q
 
6r
 
6s
 
6š
 
6t
 
6u
 
6v
 
6w
 
6x
 
6y
 
6z
 
6ž

7a
 
7b
 
7c
 
7č
 
7d
 
7e
 
7f
 
7g
 
7h
 
7i
 
7j
 
7k
 
7l
 
7m
 
7n
 
7o
 
7p
 
7q
 
7r
 
7s
 
7š
 
7t
 
7u
 
7v
 
7w
 
7x
 
7y
 
7z
 
7ž

8a
 
8b
 
8c
 
8č
 
8d
 
8e
 
8f
 
8g
 
8h
 
8i
 
8j
 
8k
 
8l
 
8m
 
8n
 
8o
 
8p
 
8q
 
8r
 
8s
 
8š
 
8t
 
8u
 
8v
 
8w
 
8x
 
8y
 
8z
 
8ž

9a
 
9b
 
9c
 
9č
 
9d
 
9e
 
9f
 
9g
 
9h
 
9i
 
9j
 
9k
 
9l
 
9m
 
9n
 
9o
 
9p
 
9q
 
9r
 
9s
 
9š
 
9t
 
9u
 
9v
 
9w
 
9x
 
9y
 
9z
 
9ž
```

### Kombinacije številk in velikih črk
```
0A
 
0B
 
0C
 
0Č
 
0D
 
0E
 
0F
 
0G
 
0H
 
0I
 
0J
 
0K
 
0L
 
0M
 
0N
 
0O
 
0P
 
0Q
 
0R
 
0S
 
0Š
 
0T
 
0U
 
0V
 
0W
 
0X
 
0Y
 
0Z
 
0Ž

1A
 
1B
 
1C
 
1Č
 
1D
 
1E
 
1F
 
1G
 
1H
 
1I
 
1J
 
1K
 
1L
 
1M
 
1N
 
1O
 
1P
 
1Q
 
1R
 
1S
 
1Š
 
1T
 
1U
 
1V
 
1W
 
1X
 
1Y
 
1Z
 
1Ž

2A
 
2B
 
2C
 
2Č
 
2D
 
2E
 
2F
 
2G
 
2H
 
2I
 
2J
 
2K
 
2L
 
2M
 
2N
 
2O
 
2P
 
2Q
 
2R
 
2S
 
2Š
 
2T
 
2U
 
2V
 
2W
 
2X
 
2Y
 
2Z
 
2Ž

3A
 
3B
 
3C
 
3Č
 
3D
 
3E
 
3F
 
3G
 
3H
 
3I
 
3J
 
3K
 
3L
 
3M
 
3N
 
3O
 
3P
 
3Q
 
3R
 
3S
 
3Š
 
3T
 
3U
 
3V
 
3W
 
3X
 
3Y
 
3Z
 
3Ž

4A
 
4B
 
4C
 
4Č
 
4D
 
4E
 
4F
 
4G
 
4H
 
4I
 
4J
 
4K
 
4L
 
4M
 
4N
 
4O
 
4P
 
4Q
 
4R
 
4S
 
4Š
 
4T
 
4U
 
4V
 
4W
 
4X
 
4Y
 
4Z
 
4Ž

5A
 
5B
 
5C
 
5Č
 
5D
 
5E
 
5F
 
5G
 
5H
 
5I
 
5J
 
5K
 
5L
 
5M
 
5N
 
5O
 
5P
 
5Q
 
5R
 
5S
 
5Š
 
5T
 
5U
 
5V
 
5W
 
5X
 
5Y
 
5Z
 
5Ž

6A
 
6B
 
6C
 
6Č
 
6D
 
6E
 
6F
 
6G
 
6H
 
6I
 
6J
 
6K
 
6L
 
6M
 
6N
 
6O
 
6P
 
6Q
 
6R
 
6S
 
6Š
 
6T
 
6U
 
6V
 
6W
 
6X
 
6Y
 
6Z
 
6Ž

7A
 
7B
 
7C
 
7Č
 
7D
 
7E
 
7F
 
7G
 
7H
 
7I
 
7J
 
7K
 
7L
 
7M
 
7N
 
7O
 
7P
 
7Q
 
7R
 
7S
 
7Š
 
7T
 
7U
 
7V
 
7W
 
7X
 
7Y
 
7Z
 
7Ž

8A
 
8B
 
8C
 
8Č
 
8D
 
8E
 
8F
 
8G
 
8H
 
8I
 
8J
 
8K
 
8L
 
8M
 
8N
 
8O
 
8P
 
8Q
 
8R
 
8S
 
8Š
 
8T
 
8U
 
8V
 
8W
 
8X
 
8Y
 
8Z
 
8Ž

9A
 
9B
 
9C
 
9Č
 
9D
 
9E
 
9F
 
9G
 
9H
 
9I
 
9J
 
9K
 
9L
 
9M
 
9N
 
9O
 
9P
 
9Q
 
9R
 
9S
 
9Š
 
9T
 
9U
 
9V
 
9W
 
9X
 
9Y
 
9Z
 
9Ž
```